# Minister
Ministerul este un organ central al administrației de stat care conduce o anumită ramură a activității statului și care, de obicei, este condus de către un ministru sau de un alt funcționar public de conducere, care poate avea responsabilitate pentru unul sau mai multe departamente, agenții, birouri, comisii sau alte executive inferioare, de consultanță, organizații de conducere și administrare. 
Ministerele sunt de obicei subordonate guvernului, prim-ministrului, președintelui sau cancelarului. Un guvern are, de obicei, numeroase ministere, fiecare cu un domeniu specializat de furnizarea a serviciilor publice. Ministerele naționale variază foarte mult între țări, dar majoritatea includ unele comune: Ministerul Apărării, Ministerul Afacerilor Externe, Ministerul Finanțelor, și Ministerul Sănătății. 